# Titi de Stephen Nash
Callicebus stephennashi, Plecturocebus stephennashi
Espèce
Statut de conservation UICN

 DD  : Données insuffisantes
Statut CITES
Le Titi de Stephen Nash (Plecturocebus stephennashi) est un singe du Nouveau Monde de la famille des Pitheciidae. Ce primate est endémique de la forêt amazonienne du Brésil.
Il a été nommé en hommage à Stephen Nash (en), illustrateur technique à Conservation International basée au Département des Sciences Anatomiques de l'Université d'État de New York à Stony Brook, qui a contribué à la protection des primates dans le monde entier par ses affiches et sa collaboration à du matériel éducatif.
Décrit pour la première fois en 2002 sous le nom de Callicebus stephennashi, ce primate été placé dans le groupe d'espèces (ou clade) de Callicebus cupreus. Une révision taxinomique des callicèbes publiée en 2016 a proposé de reclasser ce groupe dans un nouveau genre : Plecturocebus.

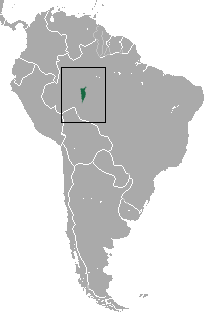
Répartition géographique.